# Dictionnaire des dictionnaires (Guérin)

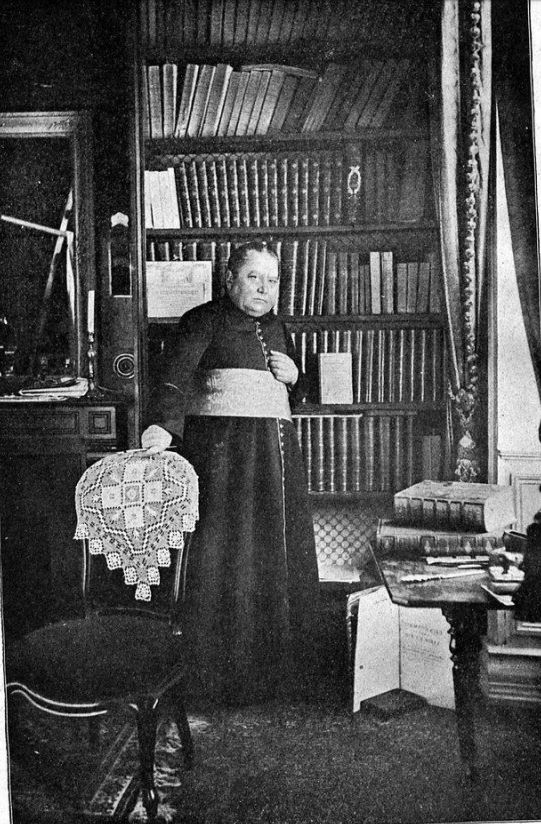
Monsignore Paul Guérin

Der Dictionnaire des dictionnaires (Kurzname: Guérin) war ein Wörterbuch der französischen Sprache kombiniert mit einem enzyklopädischen Lexikon, erschienen in 6 Bänden von 1886 bis 1890. Der Herausgeber war nominell Monsignore Paul Guérin (1830–1908), in Wirklichkeit Frédéric Loliée (1855–1915).

## Gliederung
- 1: A-Bisot. 35 + 1200 Seiten
- 2: Bispore-Chilien. 1196 Seiten
- 3: Chiline-Être. 1200 Seiten
- 4: Être-Malintentionné. 1196 Seiten
- 5: Malioburique-Reims. 1196 Seiten
- 6: Rein-Zz. 1237 Seiten. (Additions et Rectifications: 1239–1261)

## Geschichte
Der vollständige Titel lautete anfänglich: Dictionnaire des dictionnaires. Lettres, sciences, arts. Encyclopédie universelle. Das dreispaltige Lexikon mit Wörterbuch erlebte 1892 eine 2. Auflage. 1895 kam ein illustrierter Supplementband von 1232 Seiten hinzu. 1898 trug die 4. Auflage den Titel Nouveau dictionnaire des dictionnaires illustré. Lettres, sciences, arts. Encyclopédie universelle. 1908 war die Encyclopédie universelle du XXe siècle in 12 Bänden (Hrsg. Alfred Mézières) ein Plagiat des Dictionnaire des dictionnaires. Seit 2017 ist das Lexikon im Verlag Gallimard unter dem Titel Dictionnaire des dictionnaires. Encyclopédie universelle des lettres, des sciences et des arts wieder erhältlich (Print-on-Demand).